# Coppa del Mondo di slittino su pista naturale 2016
La Coppa del Mondo di slittino su pista naturale 2015-16, ventiquattresima edizione della manifestazione organizzata dalla Federazione Internazionale Slittino, ebbe inizio il 12 dicembre 2015 a Kühtai e si concluse il 21 febbraio 2016 a Umhausen. Furono disputate sei gare nel singolo uomini, sei nel singolo donne e sei nel doppio, in altrettante differenti località.

## Risultati
| Data             | Località     | Nazione | Specialità       | Primi classificati                    | Secondi classificati                              | Terzi classificati                                |
| ---------------- | ------------ | ------- | ---------------- | ------------------------------------- | ------------------------------------------------- | ------------------------------------------------- |
| 12 dicembre 2015 | Kühtai       | Austria | Doppio           | Patrick Pigneter Florian Clara Italia | Christoph Regensburger Dominik Holzknecht Austria | Aleksandr Egorov Pëtr Popov Russia                |
| 13 dicembre 2015 | Kühtai       | Austria | Donne – Singolo  | Tina Unterberger Austria              | Evelin Lanthaler Italia                           | Greta Pinggera Italia                             |
| 13 dicembre 2015 | Kühtai       | Austria | Uomini – Singolo | Patrick Pigneter Italia               | Michael Scheikl Austria                           | Thomas Kammerlander Austria                       |
| 9 gennaio 2016   | Laces        | Italia  | Doppio           | Patrick Pigneter Florian Clara Italia | Rupert Brüggler Tobias Angerer Austria            | Pavel Poršnev Ivan Lazarev Russia                 |
| 10 gennaio 2016  | Laces        | Italia  | Donne – Singolo  | Evelin Lanthaler Italia               | Greta Pinggera Italia                             | Ekaterina Lavrent'eva Russia                      |
| 10 gennaio 2016  | Laces        | Italia  | Uomini – Singolo | Patrick Pigneter Italia               | Alex Gruber Italia                                | Thomas Kammerlander Austria                       |
| 16 gennaio 2016  | Vatra Dornei | Romania | Doppio           | Patrick Pigneter Florian Clara Italia | Rupert Brüggler Tobias Angerer Austria            | Aleksandr Egorov Pëtr Popov Russia                |
| 17 gennaio 2016  | Vatra Dornei | Romania | Donne – Singolo  | Evelin Lanthaler Italia               | Tina Unterberger Austria                          | Ekaterina Lavrent'eva Russia                      |
| 17 gennaio 2016  | Vatra Dornei | Romania | Uomini – Singolo | Patrick Pigneter Italia               | Alex Gruber Italia                                | Thomas Kammerlander Austria                       |
| 23 gennaio 2016  | Mosca        | Russia  | Doppio           | Patrick Pigneter Florian Clara Italia | Aleksandr Egorov Pëtr Popov Russia                | Aleksej Martjanov Ivan Rodin Russia               |
| 24 gennaio 2016  | Mosca        | Russia  | Donne - Singolo  | Ekaterina Lavrent'eva Russia          | Evelin Lanthaler Italia                           | Tina Unterberger Austria                          |
| 24 gennaio 2016  | Russia       | Russia  | Uomini - Singolo | Aleksandr Egorov Russia               | Jurij Talich Russia                               | Bernd Neurauther Austria                          |
| 30 gennaio 2016  | Nova Ponente | Italia  | Doppio           | Patrick Pigneter Florian Clara Italia | Christoph Regensburger Dominik Holzknecht Austria | Rupert Brüggler Tobias Angerer Austria            |
| 31 gennaio 2016  | Nova Ponente | Italia  | Donne - Singolo  | Evelin Lanthaler Italia               | Greta Pinggera Italia                             | Sara Bachmann Italia                              |
| 31 gennaio 2016  | Nova Ponente | Italia  | Uomini - Singolo | Alex Gruber Italia                    | Patrick Pigneter Italia                           | Thomas Kammerlander Austria                       |
| 20 febbraio 2016 | Umhausen     | Austria | Doppio           | Patrick Pigneter Florian Clara Italia | Pavel Poršnev Ivan Lazarev Russia                 | Christoph Regensburger Dominik Holzknecht Austria |
| 21 febbraio 2016 | Umhausen     | Austria | Donne - Singolo  | Greta Pinggera Italia                 | Ekaterina Lavrent'eva Russia                      | Evelin Lanthaler Italia                           |
| 21 febbraio 2016 | Umhausen     | Austria | Uomini - Singolo | Thomas Kammerlander Austria           | Patrick Pigneter Italia                           | Alex Gruber Italia                                |

## Classifiche

### Singolo uomini
| Pos. | Nome                | Nazione | KUH | LAT | VAT | MOS | DEU | UMH | Totale |
| ---- | ------------------- | ------- | --- | --- | --- | --- | --- | --- | ------ |
| 1    | Patrick Pigneter    | Italia  | 1   | 1   | 1   | 7   | 2   | 2   | 516    |
| 2    | Alex Gruber         | Italia  | 4   | 2   | 2   | 5   | 1   | 3   | 455    |
| 3    | Thomas Kammerlander | Austria | 3   | 3   | 3   | 5   | 3   | 1   | 435    |
| 4    | Aleksandr Egorov    | Russia  | 8   | 12  | 5   | 1   | 6   | 7   | 325    |
| 5    | Florian Clara       | Italia  | 5   | 4   | 4   | 27  | 5   | 4   | 304    |
| 6    | Florian Glatzl      | Austria | 6   | 11  | 6   | 8   | 4   | 6   | 286    |
| 7    | Grigorij Bukin      | Russia  | 7   | 7   | 8   | 4   | 7   | 9   | 279    |
| 8    | Jurij Talich        | Russia  | 12  | 8   | 11  | 2   | 9   | -   | 232    |
| 9    | Stefan Federer      | Italia  | 9   | 5   | 26  | 9   | 26  | 5   | 218    |
| 10   | Stanislav Kovšik    | Russia  | 13  | 6   | 12  | 10  | 12  | 11  | 214    |

### Singolo donne
| Pos. | Nome                  | Nazione  | KUH | LAT | VAT | MOS | DEU | UMH | Totale |
| ---- | --------------------- | -------- | --- | --- | --- | --- | --- | --- | ------ |
| 1    | Evelin Lanthaler      | Italia   | 2   | 1   | 1   | 2   | 1   | 3   | 540    |
| 2    | Greta Pinggera        | Italia   | 3   | 2   | 4   | 5   | 2   | 1   | 455    |
| 3    | Ekaterina Lavrent'eva | Russia   | 4   | 3   | 3   | 1   | 4   | 2   | 445    |
| 4    | Tina Unterberger      | Austria  | 1   | 5   | 2   | 3   | 5   | 6   | 415    |
| 5    | Ludmila Astramovich   | Russia   | 8   | 8   | 6   | 4   | 6   | 7   | 290    |
| 6    | Michelle Diepold      | Austria  | 7   | 6   | 5   | 7   | 8   | 8   | 281    |
| 7    | Sara Bachmann         | Italia   | 5   | 4   | -   | -   | 3   | 4   | 245    |
| 8    | Petra Dragicevic      | Slovenia | 13  | 12  | 8   | 9   | 10  | 13  | 209    |
| 9    | Lisa Walch            | Germania | 12  | 19  | 11  | 8   | 11  | 11  | 198    |
| 10   | Svetlana Zaravina     | Russia   | 11  | 16  | 6   | 6   | 18  | -   | 182    |

### Doppio
| Pos. | Nome                                      | Nazione  | KUH | LAT | VAT | MOS | DEU | UMH | Totale |
| ---- | ----------------------------------------- | -------- | --- | --- | --- | --- | --- | --- | ------ |
| 1    | Patrick Pigneter Florian Clara            | Italia   | 1   | 1   | 1   | 1   | 1   | 1   | 600    |
| 2    | Christoph Regensburger Dominik Holzknecht | Austria  | 2   | 4   | 5   | 4   | 2   | 3   | 415    |
| 3    | Aleksandr Egorov Pëtr Popov               | Russia   | 3   | 5   | 3   | 2   | 5   | 5   | 390    |
| 4    | Rupert Brüggler Tobias Angerer            | Austria  | 10  | 3   | 2   | 5   | 3   | 4   | 376    |
| 5    | Pavel Poršnev Ivan Lazarev                | Russia   | 11  | 2   | 4   | 13  | 4   | 2   | 354    |
| 6    | Tadej Dragicevic Petra Dragicevic         | Slovenia | 7   | 7   | 6   | 6   | 7   | 7   | 284    |
| 7    | Armin Folie Elias Gruber                  | Italia   | 6   | 16  | -   | -   | 6   | 6   | 175    |
| 8    | Christian Schopf Andreas Schopf           | Austria  | 5   | 14  | 13  | -   | 13  | 13  | 173    |
| 9    | Adam Jedrzejko Kacper Spartek             | Polonia  | -   | 8   | 7   | -   | 8   | 8   | 172    |
| 10   | Petar Savov Jordan Dimitrov               | Bulgaria | -   | 9   | 9   | -   | 9   | 9   | 156    |
| 10   | Aleksej Martjanov Ivan Rodin              | Russia   | -   | 13  | 14  | 3   | 14  | -   | 156    |